# Acanthostega
 Acanthostega  (von altgriechisch ἄκανθα akantha, deutsch ‚Dorn, Stachel‘ und στέγη stege ‚Decke, Bedeckung‘) ist eine ausgestorbene Gattung der Wirbeltiere (Vertebrata), die zu den Stammgruppenvertretern der Landwirbeltiere (Tetrapoda) gehört, ihr gesamtes Leben jedoch im Wasser verbrachte. Acanthostega ist für die Evolutionsbiologie von besonderer Bedeutung, da es als Mosaikform dem Ursprung der Tetrapoden nahesteht. Nur die Typusart A. gunnari, deren Fossil 1933 in 365 Mio. Jahre alten Sedimentgesteinen aus der Zeit des Oberdevon in Grönland gefunden wurde, ist bislang wissenschaftlich beschrieben.

## Beschreibung

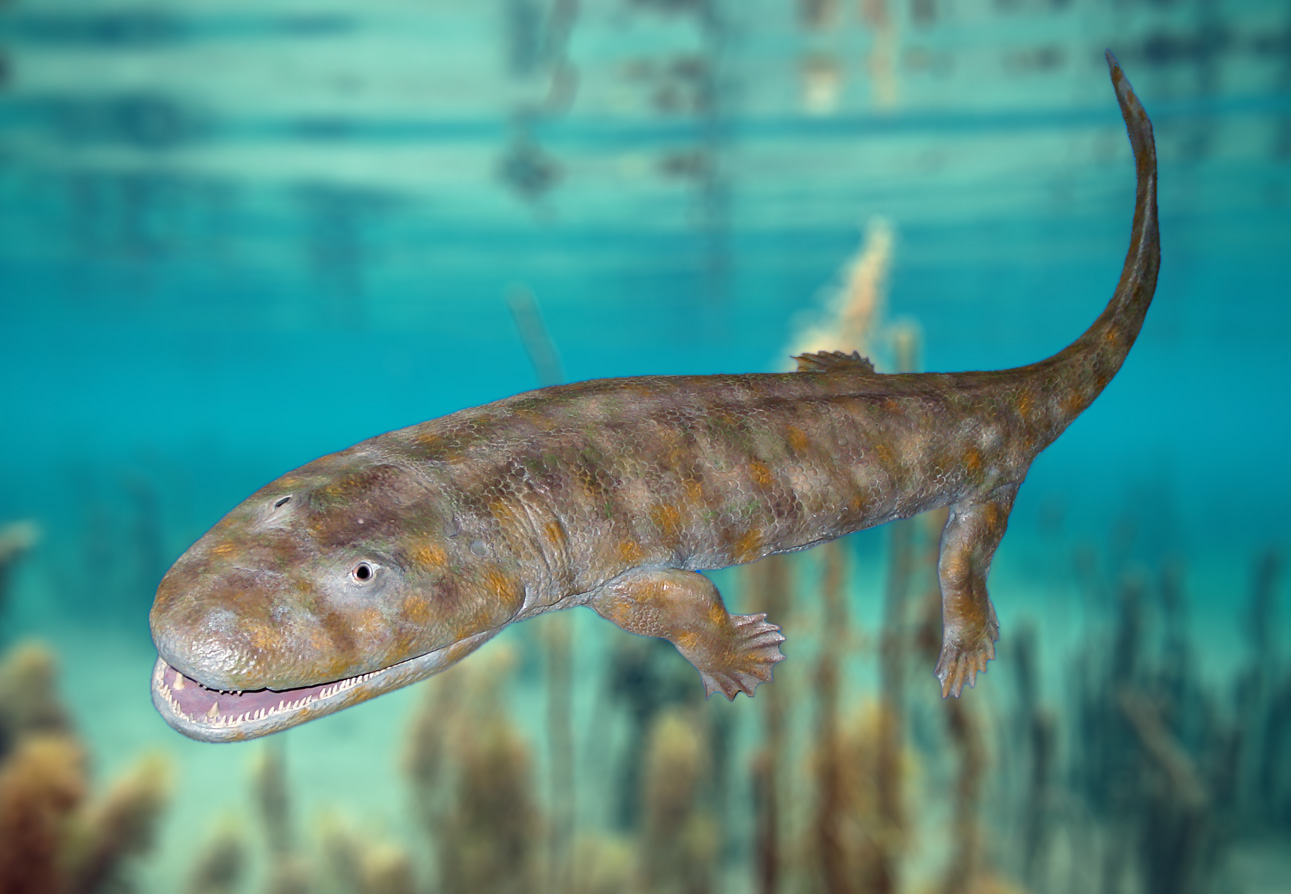
Lebensechtes Modell von Acanthostega

Die Anatomie seiner Vorder- und Hinterhand belegt, dass sich die typischen vier Gliedmaßen der Landwirbeltiere bereits im Wasser entwickelt haben müssen. Die noch weit verbreitete Annahme, dass sich die Landwirbeltiere aus Quastenflossern entwickelt haben, die ihre muskulösen, quastenartigen Fischflossen zu gelegentlichen Landgängen benutzten, ist somit fraglich. Vielmehr bewegte sich Acanthostega bereits mit vier beinartigen Gliedmaßen auf dem mit Wasserpflanzen bewachsenen Sumpfboden fort, ähnlich wie dies auch die heutigen Lungenfische mit ihren fleischigen Flossen tun. Eine Rekonstruktion seiner Extremitätenknochen zeigt, dass sie den schweren Körper auf dem Lande gar nicht hätten tragen können. Zudem atmete Acanthostega noch über Kiemen und nicht über Lungen, war also eindeutig ein Wasserbewohner, der sich mit vier Beinen und nicht per Flossenschlag im Gewässer fortbewegte. Eine Analyse der Schädelknochen ergab zudem, dass Acanthostega womöglich bereits eine Bisstechnik für den Nahrungserwerb nutzte und nicht, wie die im Wasser lebenden Fische, mittels An- und Einsaugen die Beute fing.